# Ніколаєнко Володимир Іванович
Володимир Іванович Ніколаєнко (10 жовтня 1969, Київ) — український актор театру, кіно та дубляжу. Екс-ведучий (в жіночому образі — Роксоланочка) телепередачі «Щас спойом» на телеканалі «TV-Табачук». Народний артист України (2020).

## Біографія
Народився 10 жовтня 1969 року у Києві.
У 1995 році закінчив Київський державний інститут театрального мистецтва імені Карпенка-Карого, педагог — Шаварський Олег Микитович.
Від 1995 року — актор Національного театру імені Івана Франка. На початку «нульових» років був ведучим (в жіночому образі — Роксоланочка) телепередачі «Зараз заспіваємо» (оригінальна назва «Щас спойом») на телеканалі «TV-Табачук». Суть телепередачі: телеглядач дзвонив в прямий ефір і співав пісню разом з Роксоланочкою. Той телеглядач, який краще проспівав (на думку Роксоланочкі) отримував приз — коробку цукерок.
З 2024 року викладає акторську майстерність в Київському національному університеті театру, кіно та телебачення імені Карпенка-Карого.

### Після повномасштабного вторгнення
У 2023 році доєднався до ЗСУ, про це повідомий український актор Богдан Бенюк. Проте невдовзі повернувся до театру Франка, оскільки за станом здоров'я він не зміг продовжити службу в ЗСУ.

## Фільмографія
- 2009: «Свати 2»
- 2016: «Останній москаль» — Бодя, кум Івана
- 2016: «Майор і магія» — експерт-криміналіст Льоня
- 2017: «Догори дриґом» — Чоловік тітки Мар'яна
- 2019: «Великі Вуйки» — Бодя, кум Івана
- 2019: «Шлях поколінь» — Борис
- 2024: «Потяг у 31 грудня» — Ігор